# Neikea
Dans la mythologie grecque, les Neikea (grec moderne : Νείκεα; singulier: Νεῖκος Neikos "Querelles") étaient des esprits de disputes. 

## Famille
La Théogonie d'Hésiode les identifie comme des enfants d'Éris, déesse de la discorde, de qui elles sont nées par parthénogenèse.
Elles ont pour frères et sœurs Lavov (la Contrainte), Léthé (l'Oubli), Limos (La Faim), les Algos (Douleurs), les Hysminai (les Batailles), les Makhai (Guerre), les Phonoi (Le Meurtre), Androktasiai (Les Massacres), les Pseudea (les Mensonges), les Logoi (Histoires), Les Amphillogiai (les Disputes), Dysnomia (l'anomie, le désordre civil), Até (la Ruine), et Horkos (le Serment).

## Rôle
Empédocle les associe à Philotès (déesse de l'amour sexuel), par Empédocle comme l'une des forces motrices derrière la création, Philotès étant la force derrière les bonnes choses et Neikea étant la force des mauvaises choses.